# 李岩 (1965年)
李岩（1965年11月—），女，中华人民共和国外交官，曾任中华人民共和国驻格鲁吉亚特命全权大使。

## 生平
1992年，进入中华人民共和国外交部工作，先后在外交部欧亚司、驻俄罗斯大使馆、上海合作组织秘书处、外交部办公厅任职。2014年，任外交部办公厅副主任。2019年7月，出任中华人民共和国驻格鲁吉亚大使。2022年2月，自驻格鲁吉亚大使离任。

## 家庭
已婚，有一子。